# Хав'єр Кортіна
Хав'єр Кортіна Ласерра (ісп. Javier Cortina Lacerra; нар. 12 квітня 1987, Сантьяго-де-Куба, провінція Сантьяго-де-Куба) — кубинський борець вільного стилю, бронзовий призер чемпіонату світу, дворазовий чемпіон та бронзовий призер Панамериканських чемпіонатів, учасник двох Олімпійських ігор.

## Біографія
Боротьбою почав займатися з 1997 року. Виступає за спортивний клуб «Cerro Pelado» з Гавани.

## Спортивні результати на міжнародних змаганнях

### Виступи на Олімпіадах
| Змагання                    | Збірна | Вагова категорія | Місце |
| --------------------------- | ------ | ---------------- | ----- |
| Літні Олімпійські ігри 2012 | Куба   | 96 кг            | 13    |
| Літні Олімпійські ігри 2016 | Куба   | 97 кг            | 10    |

### Виступи на Чемпіонатах світу
| Змагання                        | Збірна | Вагова категорія | Місце  |
| ------------------------------- | ------ | ---------------- | ------ |
| Чемпіонат світу з боротьби 2014 | Куба   | 97 кг            | Бронза |
| Чемпіонат світу з боротьби 2015 | Куба   | 97 кг            | 20     |

### Виступи на Панамериканських чемпіонатах
| Змагання                                   | Збірна | Вагова категорія | Місце  |
| ------------------------------------------ | ------ | ---------------- | ------ |
| Панамериканський чемпіонат з боротьби 2012 | Куба   | 96 кг            | Бронза |
| Панамериканський чемпіонат з боротьби 2013 | Куба   | 96 кг            | Золото |
| Панамериканський чемпіонат з боротьби 2014 | Куба   | 97 кг            | Золото |

### Виступи на Панамериканських іграх
| Змагання                  | Збірна | Вагова категорія | Місце |
| ------------------------- | ------ | ---------------- | ----- |
| Панамериканські ігри 2015 | Куба   | 97 кг            | 7     |

### Виступи на Кубках світу
| Змагання                    | Збірна | Вагова категорія | Місце |
| --------------------------- | ------ | ---------------- | ----- |
| Кубок світу з боротьби 2015 | Куба   | 97 кг            | 7     |

### Виступи на інших змаганнях
| Змагання                                                                       | Збірна | Вагова категорія | Місце  |
| ------------------------------------------------------------------------------ | ------ | ---------------- | ------ |
| Cerro Pelado International 2012                                                | Куба   | 96 кг            | Бронза |
| Олімпійський кваліфікаційний турнір з вільної боротьби 2012 (Кіссіммі-Орландо) | Куба   | 96 кг            | Золото |
| Cerro Pelado International 2013                                                | Куба   | 96 кг            | Золото |
| Кубок Гранми 2014                                                              | Куба   | 97 кг            | Золото |
| Центральноамериканські і Карибські ігри 2014                                   | Куба   | 97 кг            | Золото |
| Кубок Гранми 2015                                                              | Куба   | 97 кг            | Бронза |
| Beat the Streets 2015                                                          | Куба   | 97 кг            | Срібло |
| Олімпійський кваліфікаційний турнір з вільної боротьби 2016 (Фріско)           | Куба   | 97 кг            | Золото |
| Cerro Pelado International 2016                                                | Куба   | 97 кг            | Бронза |
| Меморіал Вацлава Циолковського 2016                                            | Куба   | 125 кг           | 17     |
| Кубок Канади з боротьби 2016                                                   | Куба   | 97 кг            | Срібло |